# Moulin à eau de Deschambault
Pour les articles homonymes, voir Moulin à eau (homonymie).
Le Moulin à eau de Deschambault est l'un des derniers moulins à eau du Québec au Canada.

## Identification
- Nom du bâtiment : Moulin à eau de Deschambault
- Adresse civique :
- Municipalité : Deschambault
- Propriété :
- Note : Ce moulin de 1767 est voisin du moulin de 1802. Certains écriront qu'il est le «petit» moulin (1767) par rapport au «gros» moulin (1802).

## Construction
- Date de construction : 1767
- Nom du constructeur :
- Nom du propriétaire initial :

## Chronologie
- Évolution du bâtiment :
- Autres occupants ou propriétaires marquants :
- Transformations majeures :

## Mise en valeur
- Constat de mise en valeur :
- Site d'origine : Oui
- Constat sommaire d'intégrité :
- Responsable :

## Note
Le plan de cet article a été tiré du Grand répertoire du patrimoine bâti de Montréal et de l'Inventaire des lieux de mémoire de la Nouvelle-France.